# Erhard Mahlknecht
Erhard Mahlknecht (* 20. Februar 1966 in Völs am Schlern) ist ein ehemaliger italienischer Naturbahnrodler. Er wurde in der Saison 1993/1994 Gesamtweltcupsieger im Einsitzer, gewann insgesamt drei Medaillen bei Welt- und Europameisterschaften und wurde jeweils zweimal Junioreneuropameister im Einsitzer und im Doppelsitzer. Mahlknecht lebt in Völs am Schlern.

## Karriere
Mahlknecht feierte seine ersten großen Erfolge bei den Junioreneuropameisterschaften 1983 bis 1985. Er startete im Einsitzer und zusammen mit Erwin Antholzer auch im Doppelsitzer. 1983 gewann er in Montreux Bronze im Doppelsitzer, blieb aber im Einsitzer als Vierter knapp hinter den Medaillenrängen. 1984 in Hol und 1985 in Oberperfuss gewann er beide Male sowohl im Einsitzer als auch im Doppelsitzer die Goldmedaille und wurde somit viermal Junioreneuropameister.
In der Allgemeinen Klasse startete Mahlknecht nur im Einsitzer. Sein erster Titelkampf war die Europameisterschaft 1987 in Jesenice, wo er hinter seinen Landsleuten Manfred Gräber und Harald Steinhauser den dritten Platz erreichte. Zwei Jahre später musste er sich bei der Europameisterschaft 1989 in Garmisch-Partenkirchen allerdings mit Rang elf begnügen. Bei der Europameisterschaft 1991 in Völs am Schlern wurde Mahlknecht nur von seinem Mannschaftskollegen Franz Obrist geschlagen und gewann die Silbermedaille. Im nächsten Winter fuhr er bei seiner ersten Weltmeisterschaft 1992 in Bad Goisern jedoch nur auf Platz zwölf und bei der Europameisterschaft 1993 in Stein an der Enns kam er nicht ins Ziel. Im Jahr 1994 gelang ihm bei der Weltmeisterschaft in Gsies noch einmal der Sprung auf das Podest, als er hinter Gerhard Pilz und Franz Obrist die Bronzemedaille gewann.
Im Weltcup erreichte Mahlknecht in der ersten Saison 1992/1993 mit einem Sieg im letzten Rennen in Bruck an der Großglocknerstraße den dritten Platz im Einsitzer-Gesamtweltcup. Im nächsten Winter siegte er beim Auftakt in Völs, erreichte in den weiteren vier Rennen drei zweite Plätze und wurde damit punktegleich mit Franz Obrist Gesamtweltcupsieger im Einsitzer. Mit diesem Erfolg beendete Mahlknecht seine Karriere.

## Sportliche Erfolge

### Weltmeisterschaften
- Bad Goisern 1992: 12. Einsitzer
- Gsies 1994: 3. Einsitzer

### Europameisterschaften
- Jesenice 1987: 3. Einsitzer
- Garmisch-Partenkirchen 1989: 11. Einsitzer
- Völs am Schlern 1991: 2. Einsitzer

### Junioreneuropameisterschaften
(Doppelsitzer mit Erwin Antholzer)
- Montreux 1983: 4. Einsitzer, 3. Doppelsitzer
- Hol 1984: 1. Einsitzer, 1. Doppelsitzer
- Oberperfuss 1985: 1. Einsitzer, 1. Doppelsitzer

### Weltcup
- Sieg im Einsitzer-Gesamtweltcup in der Saison 1993/1994
- 3. Platz im Einsitzer-Gesamtweltcup in der Saison 1992/1993
- 5 Podestplätze, davon 2 Siege:

| Datum            | Ort             | Land       | Disziplin |
| ---------------- | --------------- | ---------- | --------- |
| 21. Februar 1993 | Bruck a. d. Gr. | Österreich | Einsitzer |
| 16. Januar 1994  | Völs am Schlern | Italien    | Einsitzer |